# Macroderes endroedyi
Macroderes endroedyi là một loài bọ cánh cứng trong họ Bọ hung (Scarabaeidae).